# Wolfgang Driever
Wolfgang Driever (* 18. April 1960 in Düsseldorf) ist ein deutscher Professor für Entwicklungsbiologie an der Fakultät für Biologie der Albert-Ludwigs-Universität Freiburg.

## Leben
Wolfgang Driever studierte Biochemie an den Universitäten Tübingen und München. Seine Promotion im Arbeitsbereich Entwicklungsbiologie schloss er 1989 an der Eberhard Karls Universität Tübingen und am Max-Planck-Institut für Entwicklungsbiologie Tübingen ab.
Von 1990 bis 1991 folgte ein Forschungsaufenthalt am Institute of Neurosciences der University of Oregon, Eugene, USA. Von 1991 bis 1996 war er Assistant Professor für Genetik an der Harvard Medical School und dem Cardiovascular Research Center des Massachusetts General Hospital in Boston, USA.
Nach Angeboten in- und ausländischer Universitäten wurde er 1996 zum Professor und Ordinarius für Entwicklungsbiologie der Tiere an der Universität Freiburg als Nachfolger von Klaus Sander ernannt.
1997 war Wolfgang Driever Mitgründer des Biotechnologieunternehmens DeveloGen AG in Göttingen. DeveloGen ist ein biopharmazeutisches Unternehmen, fokussiert auf die Entdeckung und Entwicklung neuer Behandlungen von Stoffwechsel- und endokrinologischen Erkrankungen wie z. B. Diabetes.
Driever war von 2001 bis 2012 Sprecher des Sonderforschungsbereich SFB 592 Signalmechanismen in Embryogenese und Organogenese der Universität Freiburg. Seit 2005 ist er Mitglied des Direktoriums des Zentrums für BioSystemAnalyse ZBSA der Universität Freiburg.
Seit 2006 ist Driever Leitender Wissenschaftler (Principal Investigator) der Spemann Graduate School of Biology and Medicine (SGBM) sowie der Freiburger Initiative für Systembiologie (FRISYS) und seit 2007 PI des Centre for Biological Signalling Studies (bioss), dessen Forschungsbereich B „Suprazelluläre Signalsysteme“ er koordiniert.
2020 wurde Driever in die European Molecular Biology Organization gewählt.

## Forschung
In seiner wissenschaftlichen Arbeit setzt sich Wolfgang Driever mit Mechanismen der Entwicklung (Ontogenese), Musterbildung und Differenzierung in Tieren auseinander. In der Arbeitsgruppe von Christiane Nüsslein-Volhard am Max-Planck-Institut für Entwicklungsbiologie Tübingen arbeitete er an der Aufklärung des Wirkmechanismus des die Bildung der vorderen Körperhälfte der Fruchtfliege Drosophila steuernden Gens bicoid. Er zeigte, dass das Bicoid Protein in höchster Konzentration an der vorderen Spitze des Fliegenembryos gebildet wird, und in einem Konzentrationsgradient kontinuierlich zum Rumpf hin abnimmt. Die lokale Konzentration des Bicoid Proteins bestimmt die Positionen, an denen sich die verschiedenen Körperstrukturen der vorderen Hälfte des Fliegenkörpers bilden. Damit war zum ersten Mal das Morphogen-Konzept der embryonalen Musterbildung nachgewiesen.
In den USA führte Wolfgang Driever eine der ersten großen Mutagenesen im Modellorganismus Zebrafisch durch. Dabei wurden durch viele hundert Mutationen neue Gene definiert, die die Musterbildung, Morphogenese, Organogenese und Differenzierung der Wirbeltiere steuern. Die Arbeiten an der Universität Freiburg konzentrieren sich auf zwei entwicklungsbiologische Problematiken.
1. Mit genetischen Modellen untersucht Wolfgang Driever die Rolle des Oct4 Stammzellfaktors bei der Kontrolle der Pluripotenz der frühen Zellen des Embryos.[3] In diesem Projekt nutzt die Arbeitsgruppe zunehmend Methoden der Systembiologie im Rahmen des vom Bundesministerium für Bildung und Forschung (BMBF) aufgelegten Programm FORSYS.
2. Mit genetischen Methoden untersucht Wolfgang Driever die Bildung der verschiedenen Gruppen von Nervenzellen, die im Gehirn Dopamin als Neurotransmitter verwenden, und zeigte die Funktion definierter Transkriptionsfaktoren bei der Bildung dieser Zelle.[4] Er etabliert Zebrafische damit als Modellsystem zur Untersuchung der Bildung dopaminerger Neurone, die in verschiedenen Erkrankungen des Menschen degenerieren (Parkinson-Krankheit). Mit fast 100 wissenschaftlichen Veröffentlichungen hat er maßgeblich daran mitgewirkt, dass Zebrafische als Modellobjekte der biomedizinischen Forschung weltweite Beachtung finden.

## Übersichtsartikel und Buchbeiträge
- S. Ryu, J. Holzschuh, J. Mahler, W. Driever: Genetic analysis of dopaminergic system development in zebrafish. In: P. Riederer (eds.): Journal of Neural Transmission, 2006, S. 61–66. Springer, Wien / New York, ISSN 1435-1463.
- J. Schweitzer, W. Driever: Development of the Dopamine Systems in Zebrafish. In: RJ Plasterkamp, MP Smidt, JPH Burbach (eds.): Development and Engineering of Dopamine Neurons, 2008, Landes Bioscience and Springer Science+Business Media, Austin (ISBN to be announced).
- W. Driever, M. C. Fishman: The zebrafish: heritable disorders in transparent embryos. In: Journal of Clinical Investigation 97, 1996, S. 1788–1794.
- D. Stemple, W. Driever: Zebrafish: tools for investigating cellular differentiation. In: Current Opinion in Cell Biology, 8, 1996, S. 858–864. doi:10.1016/S0955-0674(96)80088-3
- W. Driever, D. Stemple, A. Schier, L. Solnica-Krezel: Zebrafish: genetic tools for studying vertebrate development. In: Trends in Genetics 10, 1994, S. 152–159, PMID 8036717.